# Zlatna Panega (distrikt i Bulgarien)
Zlatna Panega (bulgariska: Златна Панега) är ett distrikt i Bulgarien.   Det ligger i kommunen Obsjtina Jablanitsa och regionen Lovetj, i den centrala delen av landet, 80 km nordost om huvudstaden Sofia.
Omgivningarna runt Zlatna Panega är en mosaik av jordbruksmark och naturlig växtlighet. Runt Zlatna Panega är det ganska glesbefolkat, med 38 invånare per kvadratkilometer.